# 카나 (가수)
카나(일본어: かな, 1973년 5월 13일 ~ )는 일본의 여성 엔카 가수이다.

## 주요 작품
- 午前0時のリフレイン (오전 0시의 리프레인, 2022년)
- ラストシーン (마지막 장면, 2023년)
- それ、野暮だわ (그거 촌스러워, 2024년)

## 프로필
- 신체: 163cm
- 혈액형: A형
- 취미: 일본에 있는 술집 찾아가기
- 특기: 색소폰, 통기타